# Oncocnemis erythropsis
Oncocnemis erythropsis är en fjärilsart som beskrevs av Brandt 1938. Oncocnemis erythropsis ingår i släktet Oncocnemis och familjen nattflyn. Inga underarter finns listade i Catalogue of Life.